# Autréville-Saint-Lambert
Autréville-Saint-Lambert ist eine französische Gemeinde mit 35 Einwohnern (Stand: 1. Januar 2022) im Département Meuse in der Region Grand Est. Sie gehört zum Arrondissement Verdun, zum Kanton Stenay und zum 2016 gegründeten Gemeindeverband Pays de Stenay et Val Dunois.

## Geografie
Autréville-Saint-Lambert liegt etwa 65 Kilometer nordnordwestlich von Verdun. Umgeben wird Autréville-Saint-Lambert von den Nachbargemeinden Moulins-Saint-Hubert im Norden, Vaux-lès-Mouzon im Norden und Nordosten, Malandry im Nordosten und Osten, Inor im Osten und Südosten, Pouilly-sur-Meuse im Süden und Südwesten sowie Mouzon im Westen und Nordwesten.

## Bevölkerungsentwicklung
| Jahr                       | 1962 | 1968 | 1975 | 1982 | 1990 | 1999 | 2006 | 2011 | 2019 |
| Einwohner                  | 52   | 43   | 48   | 48   | 39   | 43   | 47   | 46   | 40   |
| Quellen: Cassini und INSEE |      |      |      |      |      |      |      |      |      |

## Sehenswürdigkeiten
- Kirche Saint-Lambert